# Stenoma inflata
Stenoma inflata es una especie de polilla del género Stenoma, orden Lepidoptera.
Fue descrita científicamente por Butler en 1882.

## Distribución
Se distribuye por Guayana Francesa.